# Aiuto, ho ristretto i miei amici!
Aiuto, ho ristretto i miei amici! (Hilfe, ich hab meine Freunde geschrumpft) è un film del 2021 diretto da Granz Henman.

## Trama
Hulda Stechbarth, ormai costretta sulla sedia a rotelle a causa del deterioramento del suo corpo, chiede alla Schmitt di poter guardare gli appunti di magia sul quaderno di Otto Leonard per ristabilirsi. La direttrice però non acconsente perché i poteri di Otto servono solo per proteggere le sue opere e la scuola, così la Stechbarth inizia a tramare vendetta.
Ella, come da consuetudini, passa a svegliare Felix per non fare tardi a scuola e gli confessa che le cose sarebbero diverse se si sarebbero incontrati ora. A scuola Felix, di corsa, si scontra nei corridoi con una nuova alunna, Melanie, che, per coincidenza, è nella sua stessa aula e così gli chiede se può accompagnarla; arrivati in classe, non avendo ancora preparato un banco, decide di sedersi tra Felix ed Ella, la quale inizia a spazientirsi e ingelosirsi. Herr Colgedol comunica alla classe che la gita scolastica programmata non si può fare perché le stanze prenotate sono infestate da scarafaggi, quindi chiede ai ragazzi nuove idee per la destinazione, che deve essere legata in qualche modo a Otto Leonard; Melanie propone il "Piccolo Borgo Stregato", dove Leonard è nato e cresciuto e dove abitava Melanie prima di trasferirsi. Otto Leonard chiama Felix nel museo e gli chiede un aiuto per proteggere la sua collezione, che verrà portata dove è nato 140 anni fa e, per poterlo fare, insegna a Felix come rimpicciolire gli eventuali malintenzionati.
Durante i preparativi per la gita, tutti stanno dando il loro aiuto per caricare il pullman, eccetto Melanie che è al museo di Otto; la Schmitt chiede a Felix di andare a vedere; quando la trova lei gli dice di non sentirsi a suo agio con gli altri, così quest'ultimo decide di mettersi in mostra facendo vedere quello che aveva appena appreso da Otto Leonard, riducendo a bracciale una collana che Melanie indossa subito e che si illumina poco dopo. Nel frattempo Herr Colgedol si fa male nel trasportare un cimelio e il padre di Felix, Peter, prende il suo posto come accompagnatore.
Nel frattempo Hulda Stechbarth si sta dirigendo proprio al "Piccolo Borgo Stregato", accompagnata da due suoi studenti, Michi e Lukas. 
Arrivati all'ostello, gli studenti della Otto Leonard si trovano davanti ad una struttura pericolante e che sembra abbandonata oltre che a essere sprovvista di elettricità; i ragazzi, eccitati dalla notte in tema horror che si prospetta, si rimboccano le maniche e danno una ripulita, sistemando anche i cimeli di Otto, mentre Melanie sottrae e si impossessa del quaderno di magia di quest'ultimo. Mario, Chris e Robert danno inizio alla notte horror cercando di spaventare qualcuno con delle lenzuola ma subiscono lo stesso trattamento da Ella e le altre compagne con costumi migliori, poi Melanie racconta una storia dell'orrore prima di coricarsi. Mentre tutti stanno dormendo, Melanie esce di nascosto e va da Hulda Stechbarth in una casa non molto lontana e le consegna il quaderno di magia; in realtà Melanie è in combutta con la Stechbarth, che la ricatta costringendola a fare quello che le dice perché ha una lista di furti compiuti da Melanie; poi Hulda vede e riconosce il bracciale.
Il mattino seguente gli alunni portano i cimeli nella casa dove è nato Otto Leonard; Felix rimane per fare l'inventario mentre gli altri vanno al lago, non prima di aver fatto colazione, consegnata da Michi e Lukas, modificata da Hulda per farli dormire. La gang cerca di avvisare Felix che Melanie sta nascondendo qualcosa, mostrandogli la penna stilografica che gli era stata sottratta.
Sotto pressione, Felix rimpicciolisce i suoi amici appena prima che Melanie lo raggiunge; i due discutono e Melanie se ne va indispettita sottraendo di nascosto la sfera di Otto. Tornato all'ostello, Felix trova tutti narcotizzati ad opera della colazione preparata dalla Stechbarth e la sua gang prova a farlo rinsavire su Melanie, così promette di pensarci e di aiutarli.
Durante la notte, Felix va di nascosto da Melanie che gli restituisce la sfera e giustificata la sua azione dicendo che soffre di cleptomania, poi restituisce il telefono di Mario e dice di non avere il quaderno, mentre Felix sta per bere l'acqua con il sonnifero, il bracciale si illumina e decide di bere anche lei per poi addormentarsi. Al risveglio Felix vede Hulda e chiede spiegazioni a Melanie che gli rivela che la malvagia donna la sta ricattando e che voleva dirglielo da tempo. Felix se ne va e una volta raggiunto l'ostello non trova i suoi amici, essndo ignaro che sono stati presi da Michi e Lukas. I due li portano a Melanie e quando capisce che gli vogliono far male, avverte immediatamente Felix che si precipita sul posto. Per entrare senza farsi vedere decide di rimpicciolirsi ma poi vede che la sfera è rimasta della grandezza naturale, poi entra e porta in salvo i suoi amici; una volta fuori confessa di averli rimpiccioliti lui. Dopo aver discusso su come tornare a scuola, i ragazzi riescono a salire sul pick-up dove si trovano Hulda, Melanie, Michi e Lukas; nel tragitto, Felix parla con Ella e si chiariscono. 
Giunta a scuola, Hulda prepara il necessario per cacciare Otto e impadronirsi dei suoi poteri; nel frattempo Felix e i suoi amici si fanno aiutare da Melanie per entrare mentre Michi e Lukas scaricano il pick-up; una volta nel museo chiedono aiuto a Otto, che non può fare nulla perché Hulda lo ha già cacciato. 
Felix, con il supporto degli altri, si concentra e riesce a far tornane tutti grandi. Quando Hulda mette in pericolo i suoi amici, Felix la rimpicciolisce, salvando i suoi amici e la scuola.
Ormai salvi, Ella passa da Felix, che indossa il bracciale di Otto Leonard, come da abitudine e mentre parlano il bracciale si illumina rivelando ad Ella ciò che prova per lei.

## Personaggi
- Felix: è il protagonista maschile della storia a cui Otto Leonard insegna la magia di rimpicciolimento. Inizialmente si innamora della nuova compagna di classe e solo col progredire della storia capisce di essere innamorato di Ella.
- Ella: è la protagonista femminile della storia. Compagna di classe di Felix da diversi anni e ora è innamorata di lui, si ingelosisce della nuova compagna di classe.
- Melanie: è la protagonista femminile della storia. Si innamora di Felix inimicandosi Ella e i suoi amici, col progredire della storia conquisterà la loro fiducia.
- Mario, Chris e Robert: sono i protagonisti maschili della storia. Sono amici di Felix ed Ella e la sostengono contro Melanie.
- Direttrice Schmitt-Gössenwein: personaggio secondario, è la direttrice della scuola ed è innamorata di Michalski
- Peter: personaggio secondario, è il padre di Felix.
- Hausmeister Michalski: personaggio secondario, è il manutentore della scuola ed è innamorato della direttrice Schmitt.
- Herr Colgedol: personaggio secondario, è un insegnante della scuola.
- Michi e Lukas: sono due antagonisti della storia. Sono alunni della classe speciale di Hulda.
- Sandra: personaggio secondario, è la madre di Felix.
- Hulda Stechbarth: è l'antagonista principale della storia. Professoressa di una classe speciale nella scuola, sta ancora cercando vendetta.
- Otto Leonard: è il fantasma che infesta e protegge la scuola.

## Distribuzione

### Data di uscita
Le date di uscita internazionali nel corso del 2021 sono state:
- 2 settembre in Germania (Hilfe, ich hab meine Freunde geschrumpft), Lussemburgo
- 3 settembre in Estonia
- 28 ottobre in Kazakistan

Le date di uscita internazionali nel corso del 2022 sono state:
- 10 febbraio in Russia (Помогите, я уменьшил своих друзей!)
- 22 aprile in Polonia (Ratunku, zmniejszyłem przyjaciół)